# Manaksite
La manaksite è un minerale appartenente al gruppo della litidionite.